# 12796 Kamenrider
12796 Kamenrider este un asteroid din centura principală de asteroizi.

## Descriere
12796 Kamenrider este un asteroid din centura principală de asteroizi. A fost descoperit pe 16 noiembrie 1995 la Kuma Kogen de Akimasa Nakamura. Asteroidul prezintă o orbită caracterizată de o semiaxă mare de 2,39 ua, o excentricitate de 0,21 și o înclinație de 10,6° în raport cu ecliptica.